# Sieranevada
Sieranevada é um filme de drama romeno de 2016 dirigido e escrito por Cristi Puiu. Foi selecionado como representante de seu país ao Oscar de melhor filme estrangeiro em 2017, porém não foi indicado.

## Elenco
- Mimi Branescu - Lary
- Judith State - Sandra
- Bogdan Dumitrache - Relu
- Dana Dogaru - Nusa
- Sorin Medeleni - Toni
- Ana Ciontea - Ofelia
- Rolando Matsangos - Gabi